# Metoda trapezów
Metoda trapezów – metoda analizy elektromagnetycznych stanów przejściowych.
Jest to metoda z pamięcią sięgającą jeden krok wstecz. Zatem stan układu w danej chwili jest tu uzależniony od stanu w poprzedniej chwili oraz od aktualnych wymuszeń.
Podstawą metody modeli iterowanych są modele elementów {\displaystyle L} i {\displaystyle C.} Równanie definicyjne elementu {\displaystyle C} ma postać: {\displaystyle {\frac {i}{C}}={\frac {dv}{dt}}.}
W metodzie trapezów równanie różniczkowe jest aproksymowane równaniem różnicowym.
{\displaystyle {\frac {v^{(n+1)}-v^{(n)}}{h}}={\frac {i^{(n+1)}+i^{(n)}}{2C}},\qquad {}} (1)
gdzie:
{\displaystyle h=t_{n+1}-t_{n},}
{\displaystyle v(n)=v(tn),}
{\displaystyle i(n)=i(t\cdot n).}
Pojemność {\displaystyle C} występująca w powyższych wzorach może być:
- funkcją napięcia: {\displaystyle C(v)} – element nieliniowy,
- funkcją czasu: {\displaystyle C(t)} – element parametryczny,
- stałą, niezależną od napięcia i czasu – element liniowy.

Równanie (1) można przekształcić do postaci:
{\displaystyle i^{(n+1)}={\frac {2C}{h}}\cdot v^{(n+1)}-\left({\frac {2C}{h}}\cdot v^{(n)}+i^{(n)}\right).}
Analogicznie można opisać element indukcyjny:
- definicja: {\displaystyle {\frac {di}{dt}}={\frac {v}{L}}}
- opis różnicowy:

{\displaystyle {\frac {i^{(n+1)}-i^{(n)}}{h}}={\frac {v^{(n+1)}+v^{(n)}}{2L}}}
{\displaystyle i^{(n+1)}={\frac {h}{2L}}\cdot v^{(n+1)}+\left(i^{(n)}+{\frac {h}{2L}}\cdot v^{(n)}\right).}
Jeżeli zastąpimy wszystkie elementy {\displaystyle L} i {\displaystyle C} występujące w układzie ich modelami iterowanymi, wówczas analizowany układ dynamiczny zostanie zamodelowany iterowanym układem statycznym (zbudowanym tylko z elementów rezystywnych i źródeł) o parametrach modyfikowanych w każdym kroku czasowym. Układ taki dla {\displaystyle (n+l)} kroku będzie opisany następującym układem równań węzłowych (2):
{\displaystyle G\cdot V^{(n+1)}=J^{(n+1)}+i^{(n)},}
gdzie:
- {\displaystyle G} – jest macierzą konduktancji ujmującą przewodności wszystkich rezystorów układu, przewodności zawarte w modelach {\displaystyle L} i {\displaystyle C,} oraz źródła sterowane;
- {\displaystyle V^{(n+1)}} jest wektorem napięć węzłowych w chwili {\displaystyle t_{n+1};}
- {\displaystyle J^{(n+1)}} jest wektorem prądów źródłowych w chwili {\displaystyle t_{n+1},} utworzonym na podstawie istniejących w układzie fizycznych źródeł prądowych, z których każde ma wydajność będącą określoną funkcją czasu;
- {\displaystyle i^{(n)}} jest wektorem prądów źródeł „iterowanych” (figurujących w modelach elementów {\displaystyle L} i {\displaystyle C}) w chwili {\displaystyle t_{n}.}

Problem rozwiązania układu liniowych równań różniczkowych sprowadza się do iteracyjnego rozwiązywania odpowiedniego układu algebraicznych równań liniowych. Gdy założy się dodatkowo, że krok {\displaystyle h} jest stały w całym przedziale czasu analizy, wtedy macierz {\displaystyle G} również pozostaje stała, i równanie (2) można przedstawić w korzystniejszej numerycznie formie (3):
{\displaystyle V^{(n+1)}=G^{-1}\cdot (J^{(n+1)}+i^{(n)}).}

## Zerowe warunki początkowe
Załóżmy zerowe warunki początkowe i stały krok czasowy {\displaystyle h} oraz że analiza odbywa się w przedziale czasu: {\displaystyle 0<t<t_{max}.}
Poszczególne etapy są następujące:
1. {\displaystyle n:=0.}
2. Z zerowych warunków początkowych wynika, że {\displaystyle V^{(0)}=J^{(0)}=i^{(0)}=0} skąd też wynika, że wszystkie prądy i napięcia elementów {\displaystyle L} i {\displaystyle C} są zerowe dla {\displaystyle t=0.}
3. Na podstawie założonego kroku {\displaystyle h} określić modele iterowane elementów {\displaystyle L} i {\displaystyle C,} tzn. stałe wartości występujących tam przewodności, oraz wyrażenia na wydajności źródeł iterowanych.
4. Wygenerować macierz {\displaystyle G} na podstawie konduktancji rezystorów, konduktancji elementów w modelach iterowanych oraz źródeł sterowanych.
5. Odwrócić macierz {\displaystyle G\to G^{-1}.}
6. Na podstawie fizycznych źródeł prądowych utworzyć wektor {\displaystyle J^{(n+1)}.}
7. Na podstawie wydajności źródeł iterowanych utworzyć wektor prądów iterowanych {\displaystyle i^{(n)}} (w pierwszym przebiegu pętli obliczeniowej dla {\displaystyle n=0,} mamy {\displaystyle i^{(0)}=0}).
8. Obliczyć {\displaystyle V^{(n+1)}} z zależności. (3)
9. Na podstawie {\displaystyle V^{(n+1)}} oraz znanych z poprzedniego kroku wartości prądów i napięć elementów {\displaystyle L} i {\displaystyle C} obliczyć prądy i napięcia elementów {\displaystyle L} i {\displaystyle C} dla kroku {\displaystyle (n+1).}
10. {\displaystyle n:=n+1.}
11. Jeżeli {\displaystyle t_{n}>t_{max},} to koniec obliczeń, w przeciwnym przypadku idź do punktu 6.

## Niezerowe warunki początkowe
Fizycznie, stan początkowy w układzie jest określany przez wartości napięć na kondensatorach i prądów przez cewki dla {\displaystyle t=0.} Natomiast dla umożliwienia startu obliczeń iteracyjnych według przedstawionego algorytmu tenże stan początkowy musi być wyrażony w postaci napięć węzłowych i prądów w elementach {\displaystyle L} i {\displaystyle C} dla {\displaystyle t=0.}
Najprostszą numerycznie i najczęściej stosowaną praktycznie metodą uwzględniania niezerowego stanu początkowego w analizie układów metodą modeli iterowanych jest następujące postępowanie:
- przyjmuje się chwilowo krok obliczeń {\displaystyle h_{0}} o kilka rzędów mniejszy od normalnego kroku {\displaystyle h,}
- oblicza się stan układu dla {\displaystyle t=h_{0},} stosując odpowiednio uproszczone modele iterowane elementów {\displaystyle L,C,}
- stan obliczony w pkt. b) (tzn. napięcia węzłowe, napięcia i prądy w elementach {\displaystyle L,} {\displaystyle C}) przyjmuje się jako stan dla {\displaystyle t=0,}
- wracając do kroku normalnego {\displaystyle h,} prowadzi się iteracyjną analizę dla {\displaystyle t=k\cdot h,} {\displaystyle k=l,2\dots }

Powyższy tryb postępowania jest stosowany we wszystkich metodach analizy należących do rodziny metod modeli iterowanych.
Start programu analizy metodą trapezów dla niezerowych warunków początkowych:
1. Przyjąć krok {\displaystyle h_{0}\ll h,} dla tego kroku obliczyć macierz {\displaystyle G_{h0}} i odwrócić ją.
2. Obliczyć prądy źródeł w uproszczonych modelach. Dla elementów {\displaystyle L} i {\displaystyle C} o zerowych warunkach początkowych te prądy będą 0.
3. Na podstawie tych prądów utworzyć wektor {\displaystyle i_{0}.}
4. Obliczyć stan układu dla {\displaystyle t=h_{0}.}
5. Powrócić do normalnego kroku {\displaystyle h} oraz pełnych modeli iterowanych. Dla tego kroku obliczyć macierz {\displaystyle G} i odwrócić ją.
6. Przyjąć, że obliczony wektor {\displaystyle V} reprezentuje napięcia węzłowe.
7. Prąd źródła iterowanego dla {\displaystyle C} jest odwrotnie proporcjonalny do kroku {\displaystyle h_{0}.} Zatem wracając do kroku {\displaystyle h,} należy ten prąd zmniejszyć w stosunku {\displaystyle h\backslash h_{0}.}
8. Dalsze obliczenia w cyklu opisanym poprzednio.